# كلير بورن
كلير بورن (بالألمانية: Claire Born)‏ مغنية ومغنية أوبرا ألمانية، ولدت في 17 فبراير 1898 في بايرويت في ألمانيا، وتوفيت في 18 ديسمبر 1965 في فيينا في النمسا.